# Kolovec
Kolovec – wieś w Słowenii, w gminie Domžale. W 2018 roku liczyła 54 mieszkańców.